# 창녕 성사제 신도비
창녕 성사제 신도비(昌寧 成思齊 神道碑)는 대한민국 경상남도 창녕군 대지면에 있는 신도비이다.
1983년 7월 20일 경상남도의 문화재자료 제24호 고려충신 성사제 신도비로 지정되었다가, 2018년 12월 20일 현재의 명칭으로 변경되었다.

## 현지 안내문
신도비란 임금이나 고관 등의 평생업적을 기록하여 그의 묘 앞에 세워두는 것으로, 이 비는 고려말의 충신인 성사제 선생의 충절을 기리기 위해 세운 것인데, 낮은 담장이 둘러진 비각 안에 자리하고 있다.
성사제는 공양왕 때 보문각 직제학의 벼슬을 지내었으며, 이성계가 조선을 건국하자 이를 한탄하며 끝까지 벼슬에 나아가지 않았다. 특히 두문동 72현의 한 사람으로 유명한데, 원래 두문동은 경기도 광덕산 서쪽의 골짜기를 이르는 지역이나, 고려말 72명의 신하들이 조선 건국에 반대하여 벼슬을 거부하고 숨어지내던 곳으로 더 유명하다.
비는 낮은 사각받침돌 위로 비몸을 세우고 지붕돌을 얹은 모습으로, 후손들이 그의 충절에 보답하기 위해 세워놓은 것이라 한다.
※ 2003년 9월 18일 경상남도 문화재자료 제24호 고려충신 성씨비에서 고려충신 성사제 신도비로 명칭변경됨.

## 같이 보기
- 신도비

## 참고 자료
- 창녕 성사제 신도비 - 국가유산청 국가유산포털